# Новогеоргиевский сельсовет (Астраханская область)
Новогео́ргиевский сельсове́т — упразднённые сельское поселение и административно-территориальная единица в Лиманском районе Астраханской области Российской Федерации.
Административный центр — село Заречное.

## История
6 августа 2004 года в соответствии с Законом Астраханской области № 43/2004-ОЗ сельсовет наделен статусом сельского поселения.
Законом Астраханской области от 25 мая 2017 года № 23/2017-ОЗ были преобразованы, путём их объединения, муниципальные образования и административно-территориальные единицы «Бирючекосинский сельсовет», «Бударинский сельсовет», «Камышовский сельсовет», «Караванненский сельсовет», «Кряжевинский сельсовет», «Рабочий посёлок Лиман», «Михайловский сельсовет», «Новогеоргиевский сельсовет», «Проточенский сельсовет» и «Рынковский сельсовет» в городское поселение «Рабочий посёлок Лиман» с административным центром в рабочем посёлке Лиман.

## Население
| 2010 | 2012  | 2013  | 2014  | 2015  | 2016  | 2017  |
| ---- | ----- | ----- | ----- | ----- | ----- | ----- |
| 1855 | ↗2011 | ↘1871 | ↘1861 | ↘1857 | ↘1848 | ↘1844 |

## Состав сельского поселения
| № | Населённый пункт | Тип населённого пункта       | Население |
| - | ---------------- | ---------------------------- | --------- |
| 1 | Заречное         | село, административный центр | ↗1469     |
| 2 | Новогеоргиевск   | село                         | ↗571      |